# Alejandra Rodenas
 Alejandra Silvana Rodenas (Rosario, 26 de septiembre de 1963) es una abogada, exjueza, docente universitaria y política argentina, miembro del Partido Justicialista. Se desempeñó como jueza  en la provincia de Santa Fe entre octubre de 1999 y junio de 2017. En los últimos años Rodenas adquirió notoriedad pública por el procesamiento de una parte de la banda narco rosarina Los Monos, además de llevar adelante la causa por el asesinato de un presunto narco, Luis Medina. También llevó a cabo el procesamiento de los responsables de la balacera contra la casa del entonces gobernador Antonio Bonfatti, en octubre de 2013.
En junio de 2017 Alejandra Rodenas renunció a su cargo como jueza y lanzó su candidatura a diputada nacional por la provincia de Santa Fe, dentro del Nuevo Espacio Santafesino–Frente Justicialista, siendo electa.
Está casada con Jorge Llonch, con quien tiene dos hijos: Isidro Llonch (n. 1993, músico y abogado graduado en la UNR) y de Ángela Llonch (n. 1997, estudiante de la carrera de Traductorado de Inglés en el Instituto Olga Cossetini de la ciudad de Rosario).

## Biografía
Nació en la ciudad de Rosario, en la provincia de Santa Fe, el 26 de septiembre de 1963 en el seno de una familia peronista. Hija del histórico dirigente santafesino quien fuera presidente de Rosario Central Antonio Osvaldo Tito Rodenas, vivió su infancia en el barrio Echesortu y a los 18 años, ingresó a la carrera de Abogacía en la Facultad de Derecho de la Universidad Nacional de Rosario, casa de estudios en la que años más tarde se desempeñaría como docente.
En 1982 comenzó a militar dentro del peronismo en la universidad, en la mesa de la Juventud Universitaria Peronista (JUP). En 1983, ya consolidada la Juventud Universitaria Peronista, lo eligió como su lugar y espacio de pertenencia tanto política como ideológica, participando activamente en el Centro de Estudiantes de la Facultad de Derecho resultando elegida secretaria de Cultura.
En 1986 rindió el examen de ingreso a Tribunales Provinciales, donde trabajó como empleada hasta el año 1990, cuando concursó para ser funcionaria en el Fuero Penal. Durante la siguiente década se vio alejada de su interés en la política por sus diferencias insalvables con el menemismo. Se refugió entonces en la docencia universitaria, la formación técnico-dogmática en Derecho Penal, la vida familiar y su pareja, Jorge Llonch ―sonidista de Charly García y Fito Páez― con quien extendió su círculo de amistades al ambiente de la música y la literatura.
En el año 1999 concursó para desempeñarse como jueza de Instrucción Penal, formando parte de la primera camada de jueces en ingresar al Poder Judicial a través de esta modalidad, avalados por el Consejo de la Magistratura. 
En los últimos años en dicho cargo, la figura de Rodenas adquirió notoriedad pública debido a que procesó a una parte de la banda narco rosarina Los Monos, además de llevar adelante la causa por el asesinato de un presunto narco, Luis Medina. También llevó a cabo el procesamiento de los responsables de la balacera contra la casa del entonces gobernador Antonio Bonfatti, en octubre de 2013.
Por otra parte, participó activamente en todas aquellas causas que, a partir de la sanción de la Ley de Trata en el año 2012, le permitieron intervenir y clausurar tres prostíbulos emblemáticos de la ciudad de Rosario, entre ellos La Rosa, donde pudo llevar a juicio a los responsables a través de la figura de facilitamiento de la prostitución con fines de lucro.
Asimismo, y como consecuencia de su participación activa desde la cátedra de Filosofía en los temas de género, ha escrito numerosos artículos relacionados con esta problemática e incluso formó parte del documental multimedia Mujeres en venta, editado por editorial de la UNR (Universidad Nacional de Rosario), y del soporte escrito en el que formará parte con un texto de próxima edición. Es una activa partícipe de las movilizaciones que reivindican la defensa de los derechos de las mujeres y del Ni Una Menos.
Desde 1990 a la actualidad se ha desempeñado como docente en la Universidad Nacional de Rosario, en las cátedras de Introducción al Derecho (1990-actualidad), Introducción a la Filosofía (1990-2008), Filosofía del Derecho (1993-2003) y Seminario de Criminología (2000-2008) en la Facultad de Derecho, y en el Posgrado de Psicología Forense de la Facultad de Psicología.
Es miembro activo del CEIDH (Centro de Estudio e Investigación en Derechos Humanos Juan Carlos Gardella), que depende de la UNR.
En junio de 2017 Alejandra Rodenas renunció a su cargo como jueza y lanzó su candidatura a diputada nacional por la provincia de Santa Fe, dentro del Nuevo Espacio Santafesino - Frente Justicialista.
En 2019 se postuló como vicegobernadora de la provincia de Santa Fe para la fórmula de Omar Perotti. En las elecciones generales de 16 de junio de 2019 ganó con el 40 % de los votos. Con este resultado concretó la vuelta del peronismo al poder después de 12 años gobernados por el autodenominado «socialismo» santafesino.